# Бергхаузен (Випперфюрт)
Бергхаузен (нем. Berghausen) — небольшое поселение в районе города Випперфюрт (район Обербергиш, административный округ Кёльн, земля Северный Рейн-Вестфалия, Германия).

## Положение и описание
Бергхаузен расположен на юго-западе Випперфюрта, недалеко от границы с Кюртеном. Соседние населённые пункты: Даль (Кюртен), Йоргенсмюле, Бюхель, Альфен, Пеффекофен и Холлинден.
Поселение относится к муниципальному избирательному округу 150 поселения Тир.[стиль]

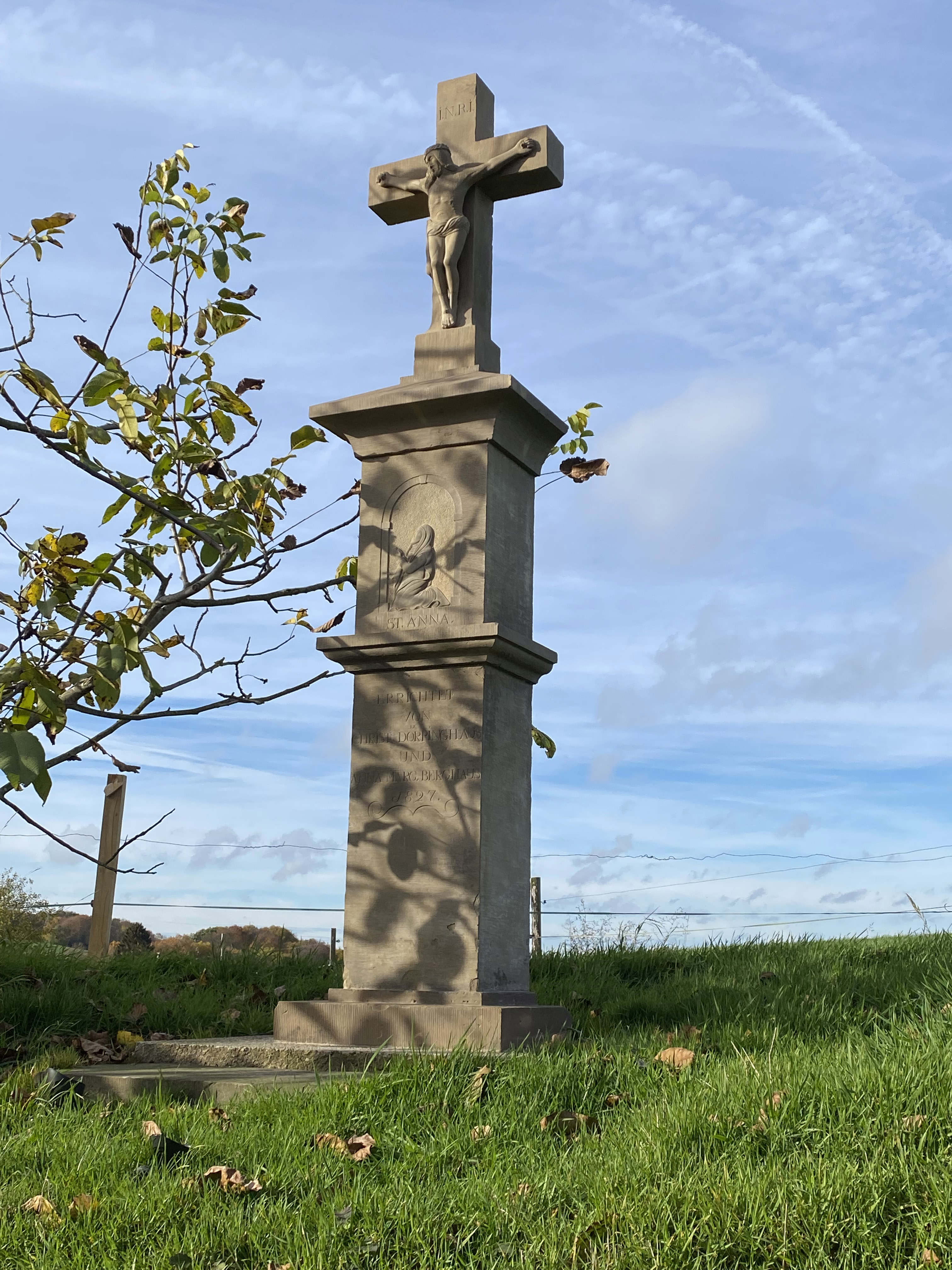
Придорожный крест 1827 года. Охраняется законом.

Южнее поселения берёт начало ручей Далер Бах, впадающий в Кюртенер-Зюльц.

## История
Впервые упоминается в 1443 году под названием «Берхузен» в списке доходов и прав Кёльнского апостольского монастыря. На карте «Topographia Ducatus Montani» 1715 года показаны четыре усадьбы под названием «Бергхузен». Топографическая съёмка Рейнской области 1825 года показывает семь компактно расположенных хуторских хозяйств. На данной карте указано современное название — Бергхаузен. На территории населённого пункта стоят два придорожных креста 1773 и 1827 годов. 

## Автобусное сообщение
Бергхаузен связан местным общественным транспортом через остановку линий 426 и 429 (VRS/OVAG). в соседнем поселении Йоргенсмюле. Автобус 426 соединяет города Бергиш-Бладбах и Випперфюрт. Автобус 429 соединяет Бисфельд (Кюртен) с Випперфюртом.[стиль]

## Туризм
Через поселение проходят кольцевая пешеходная туристская маркированная тропа A5 и кольцевая тропа Тира, отмеченные указателями, установленными Горным клубом Зауэрланда (Sauerländischer Gebirgsverein, кратко SGV).

## Галерея

Виды Бергхаузена
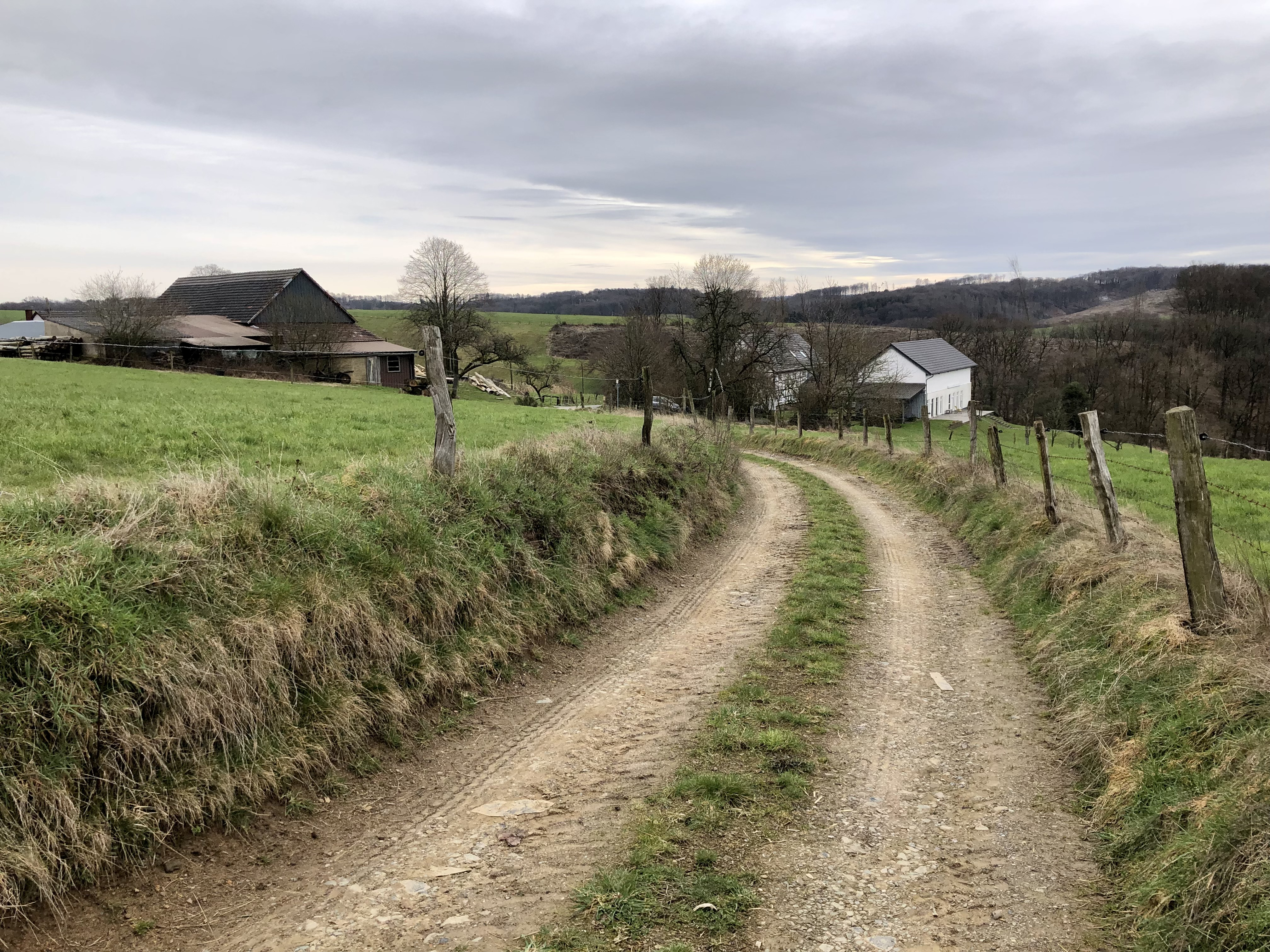
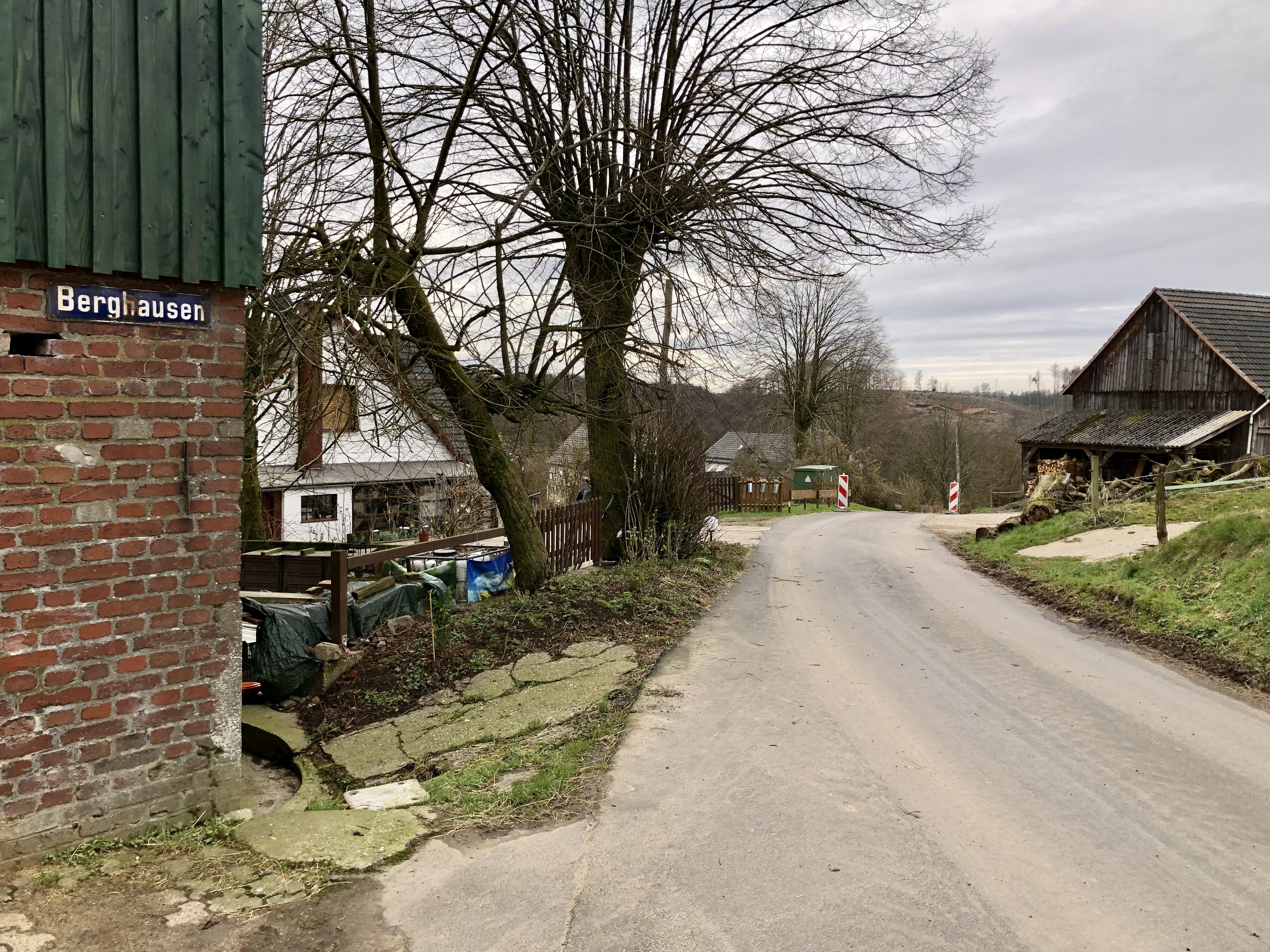
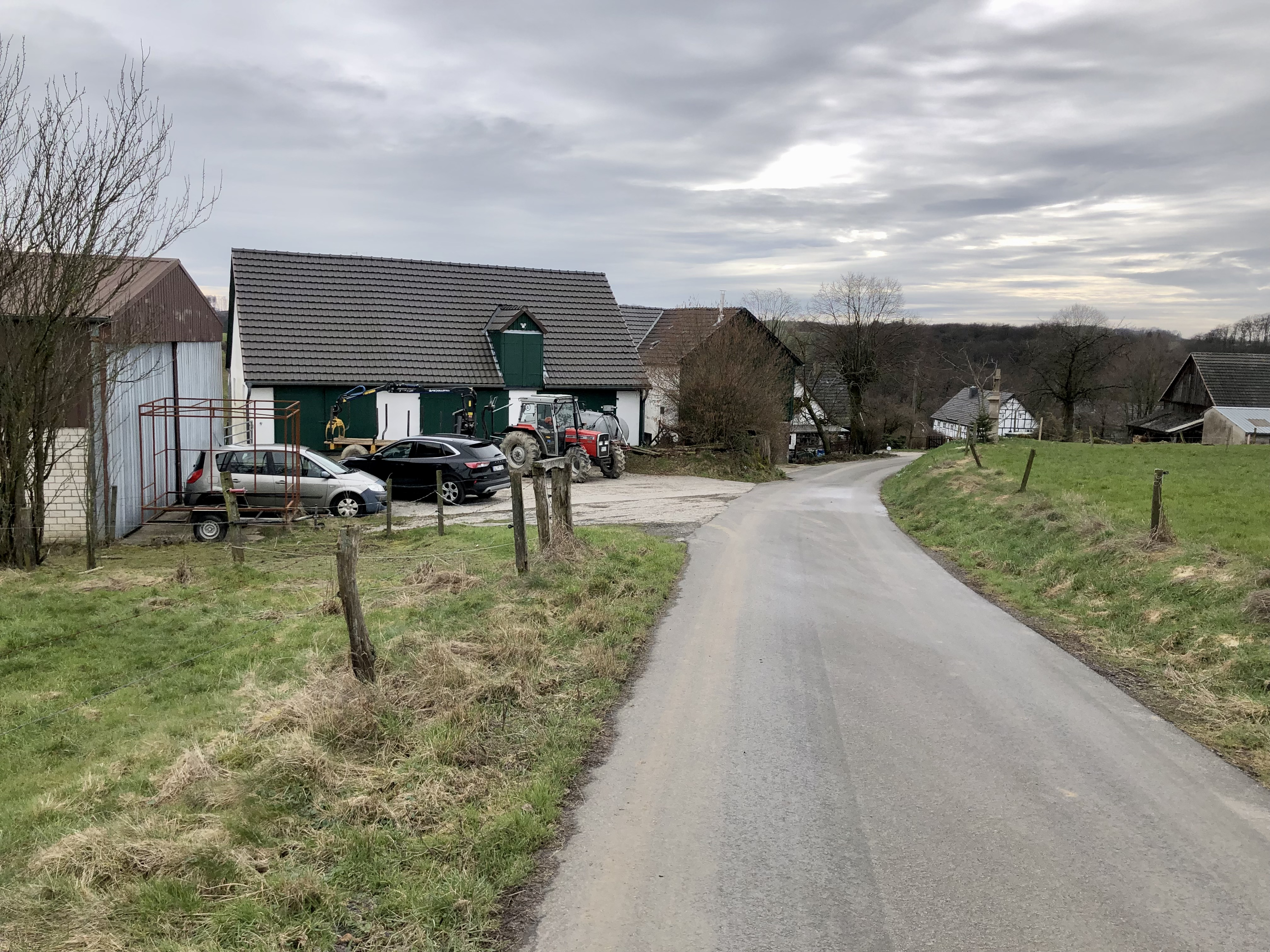
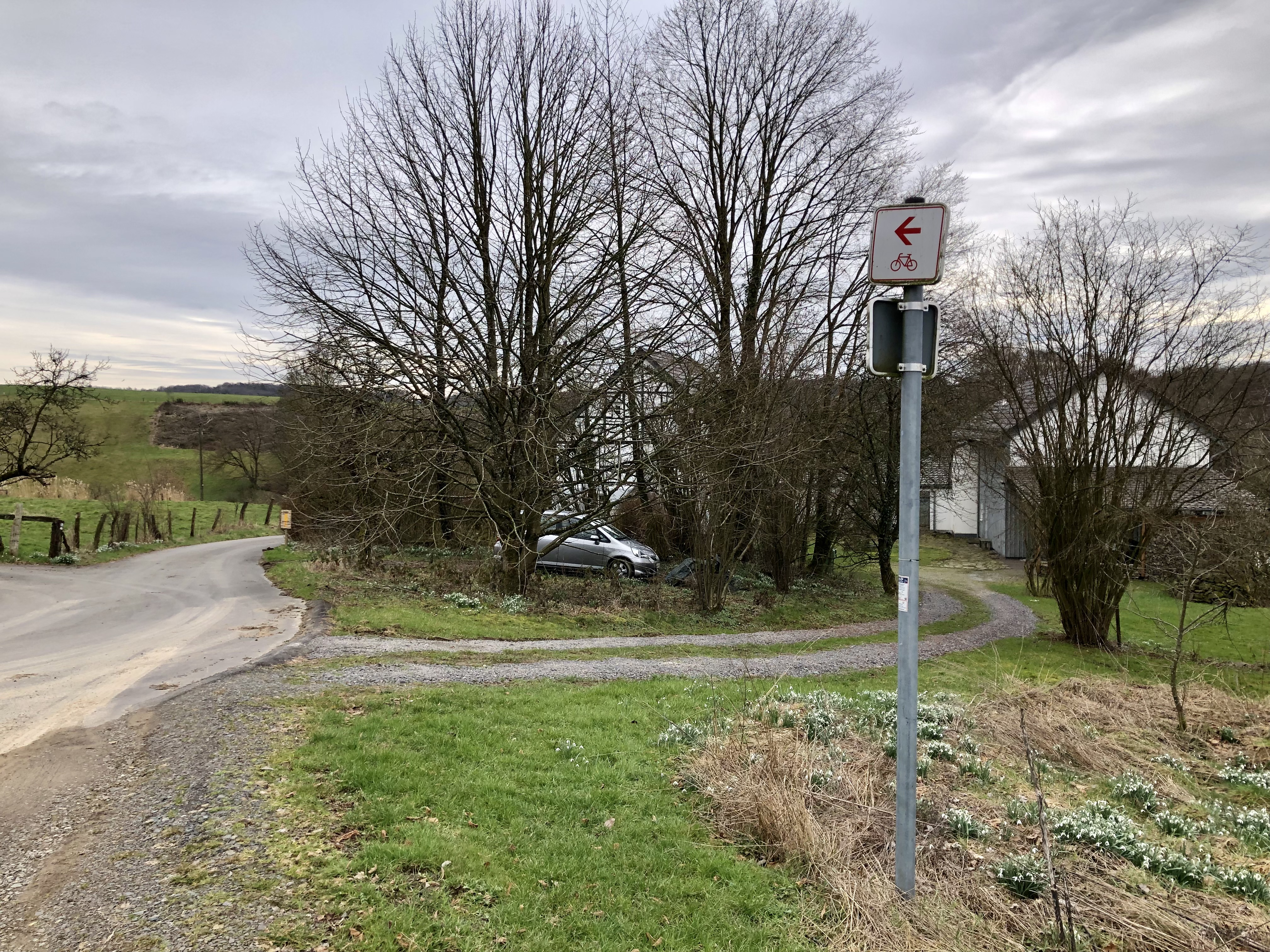
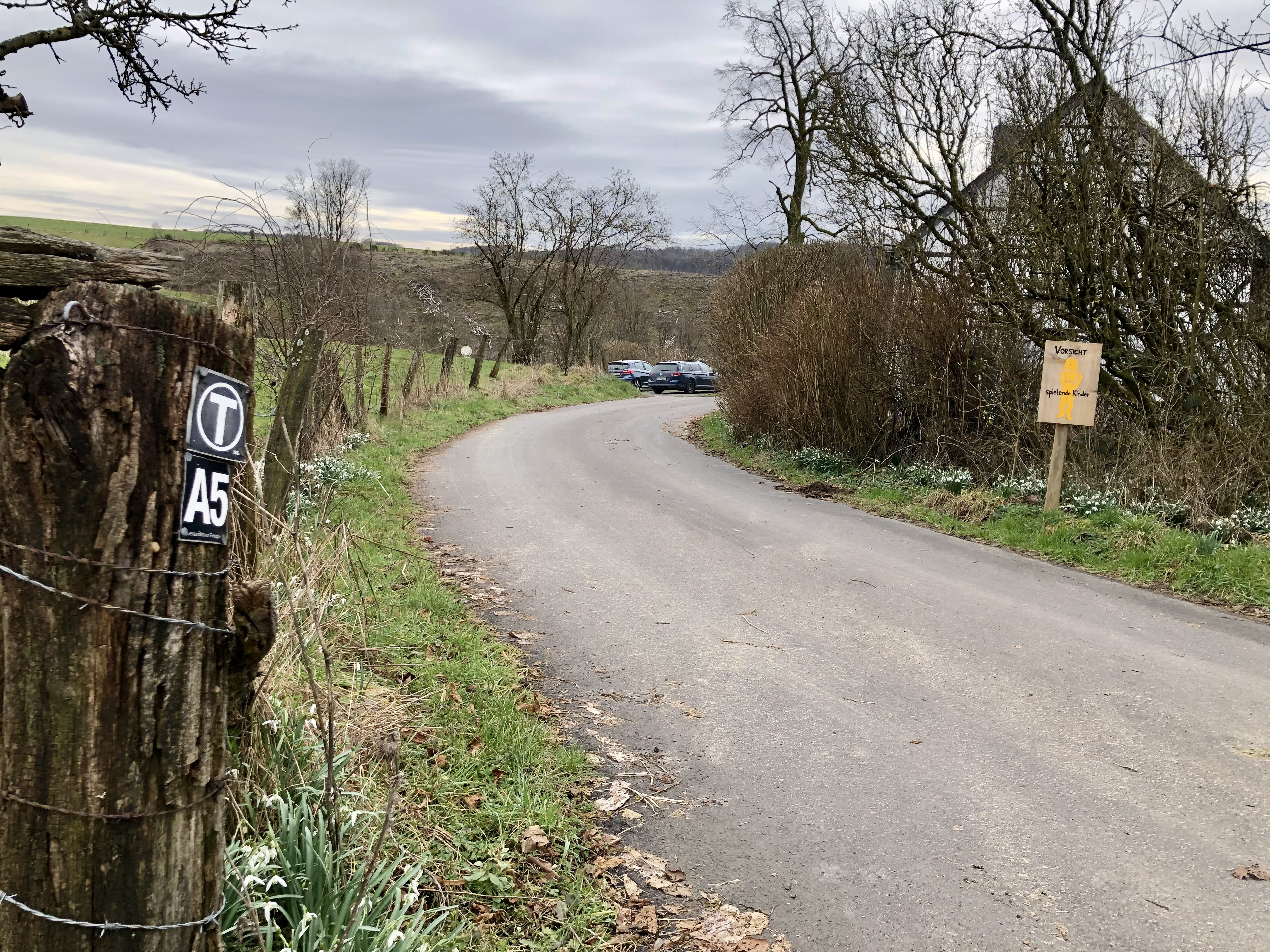
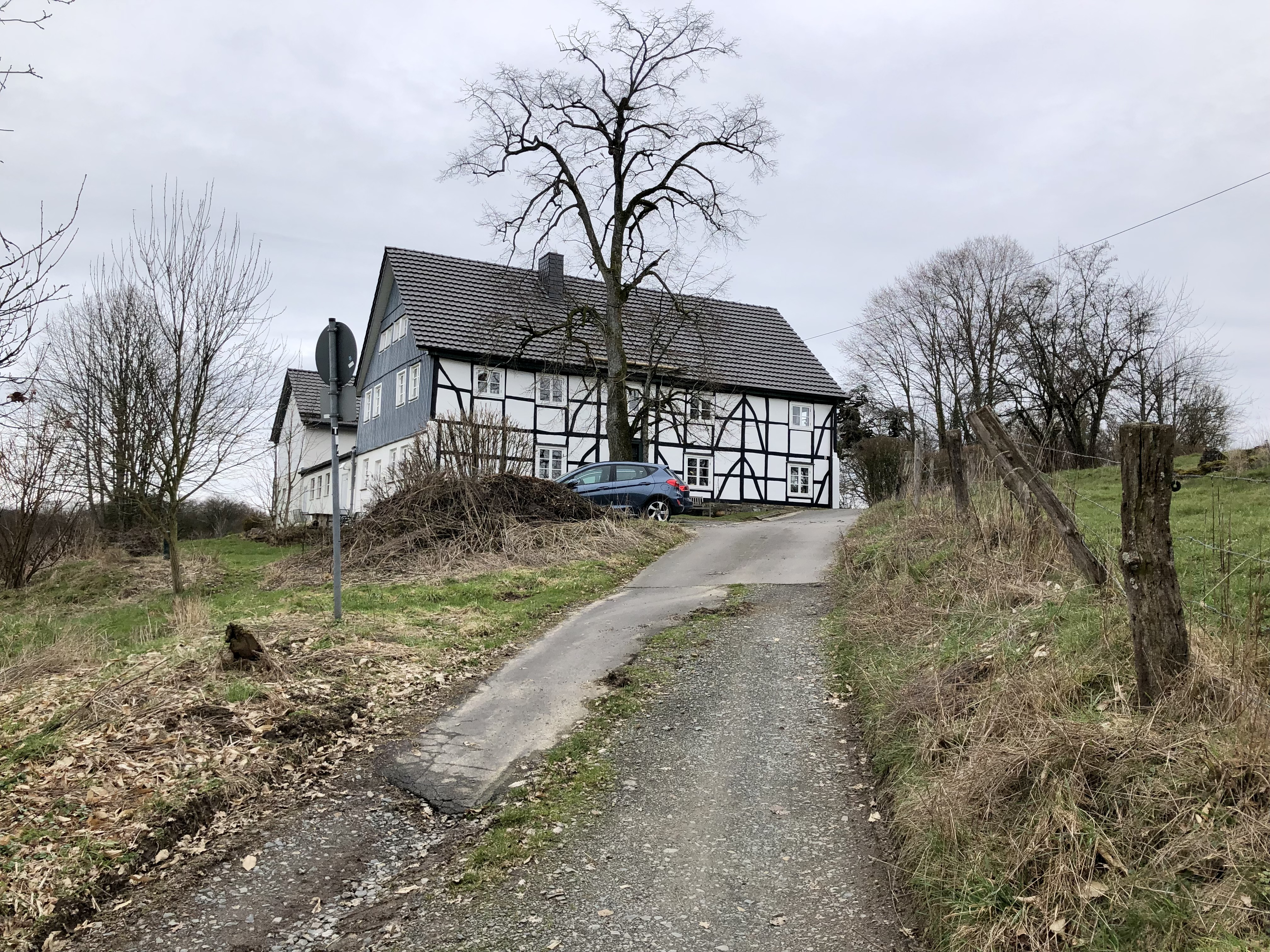